# Droits LGBT en France
Pour un article plus général, voir LGBT en France.
Les personnes lesbiennes, gays, bisexuelles et transgenres (LGBT) en France peuvent faire face à des difficultés légales et autres que ne connaissent pas les résidents non LGBT, mais bénéficient d'une reconnaissance légale parmi les plus avancées au monde.
La Révolution française décriminalise les rapports homosexuels dès 1791. Toutefois, plusieurs lois sur l'exhibition sexuelle, l'outrage public à la pudeur et l'attentat à la pudeur sont utilisées par la suite pour réprimer légalement l'homosexualité et le travestissement. En 1942, le régime de Vichy introduit pour la première fois différentes majorités sexuelles pour les relations hétérosexuelles et homosexuelles. Cette législation discriminante reste en vigueur jusqu'en 1982.
Une protection contre les discriminations en raison de l'orientation sexuelle est introduite dans la loi en 1985 et les insultes homophobes sont pénalisées depuis 2004. Les couples de même sexe sont reconnus par le concubinage et l'adoption du pacte civil de solidarité en 1999. Le mariage entre personnes de même sexe et l'adoption par ces couples sont validés par le Parlement en version définitive le 23 avril 2013 et promulgués au Journal officiel de la République française le 17 mai 2013.
L'identité de genre est l'un des critères sujets à discrimination reconnus par la loi française depuis le 18 novembre 2016, et la procédure de changement d'état civil n'implique plus nécessairement (depuis 2016) une intervention chirurgicale.
Les discriminations ou propos injurieux et diffamatoires fondés sur l'identité de genre font explicitement partie de ceux pénalisés depuis le 18 novembre 2016, disposition renforcée le 27 janvier 2017. Les discriminations fondées sur l'identité dite sexuelle étaient pénalisées depuis 2012, la notion d'identité de genre étant celle utilisée par la loi depuis le 18 novembre 2016.
La France ne reconnaît cependant pas la possibilité de changer de sexe légal sans procédure lourde du point de vue juridique, ni la non-binarité, ni l'intersexuation et en particulier l'intégrité physico-psychologique des mineurs intersexes.

## Aperçu global
La dernière évaluation annuelle de la situation des droits des personnes LBGTI en France, réalisée par la branche européenne de l'Association internationale des personnes lesbiennes, gays, bisexuelles, trans et intersexuées (ILGA Europe) en 2019, donne un score global de 56 %, classant le pays en 13e position parmi les 49 pays évalués sur le continent,. Ce classement, le Rainbow Index, s'appuie sur environ soixante-dix critères répartis en six catégories : droit d'asile, égalité et non-discrimination, famille, discours et crimes de haine, reconnaissance légale du genre et intégrité corporelle, société civile et espace public.
| Mesure législative | Date |
| Activités sexuelles entre personnes de même sexe | Activités sexuelles entre personnes de même sexe |
| --- | --- |
| Retrait de la notion de « crime de sodomie » du code pénal | depuis le 6 octobre 1791 |
| Majorité sexuelle égale à celle des hétérosexuels | jusqu'au 5 août 1942 et de nouveau depuis le 4 août 1982 |
| Homosexualité retirée de la liste des maladies mentales | depuis le 12 juin 1981 |
| Relations entre personnes de même sexe | |
| Reconnaissance des couples de même sexe en concubinage et comme partenariat enregistré | depuis le 15 novembre 1999 |
| Mariage ouvert aux couples de même sexe | depuis le 17 mai 2013 |
| Homoparentalité | |
| Adoption à titre individuel par les personnes homosexuelles | depuis 2008 |
| Adoption ouverte aux couples de même sexe | depuis le 17 mai 2013, |
| Adoption des enfants du conjoint du même sexe | depuis le 17 mai 2013, |
| Couple de même sexe comme parents sur l'acte de naissance dès la naissance | Oui (Pour la PMA en France) depuis le 2 août 2021 · Oui (Pour la GPA et la PMA à l'étranger) · Non (Pour la GPA en France) |
| Accès égal à la PMA hétérologue pour toutes les femmes | Oui |
| Gestation pour autrui pour les couples de même sexe | Non (illégal pour les couples de sexe différent aussi) |
| Service militaire | |
| Autorisation pour les homosexuels de servir dans l'armée | Oui |
| Droits des personnes trans, intersexes et non binaires | |
| Transidentité retirée de la liste des maladies mentales | depuis 2010 les protocoles de soin (chirurgie d'affirmation de genre) ne nécessitent plus une approbation psychiatrique, cependant c'est en 2019 que la transidentité est retirée de la liste des maladies mentales de l'OMS |
| Droit de changer de sexe dans l'état civil (sans chirurgie ni stérilisation) | Oui |
| Droit de changer de sexe dans l'état civil sur simple déclaration | Non |
| Reconnaissance légale de l'intersexuation comme identité et autodétermination possible avec notamment personnes mineures intersexes protégées des interventions chirurgicales non consenties | Non |
| Reconnaissance légale de la non-binarité | Non |
| Protection contre les discriminations | |
| Loi contre la discrimination à l'embauche | depuis 1985 |
| Loi contre la discrimination dans l'accès aux biens et services | depuis 1985 |
| Lois contre la discrimination homophobe dans les autres domaines (y compris les insultes homophobes)                                                                                         | depuis 2004 |
| Lois contre la discrimination transphobe | depuis 2012 |
| Lois contre les propos injurieux et diffamatoires à raison de l'identité de genre | depuis 2017 |
| Loi interdisant les thérapies de conversion | depuis 2022 |
| Autorisation du don de sang par des HSH | jusqu'au 19 juin 1983 et de nouveau depuis le 1er juin 2016, (sous condition de 12 mois d'abstinence, elle passe à 4 mois d'abstinence à partir du 2 avril 2020). Un arrêté du ministre de la Santé, définissant l'application de la loi du 2 août 2021 relative à la bioéthique, a rendu le don de sang possible sans période d'abstinence à partir du 16 mars 2022,. |
| Droits des migrants | |
| Reconnaissance des couples de même sexe relativement aux règles d'immigration | depuis 1999 |

## Histoire de la pénalisation des relations homosexuelles

### Ancien Régime
Jusqu’à la fin du XVIIIe siècle, les recueils de lois rangent les relations homosexuelles comme crimes. Claude-Joseph de Ferrière définit ainsi en 1769 la « luxure abominable » « qui mérite peine de mort » :

« On appelle luxure abominable celle qui consiste dans la bestialité, l’inceste, la sodomie, le commerce impudique des femmes luxuriant avec elles-mêmes, qui sont tous crimes exécrables qui proviennent de l’impiété & de l’irréligion, & qui méritent peine de mort. »

— Claude-Joseph de Ferrière, Dictionnaire de droit et pratique
Si la sodomie (« homosexualité » est un terme n'existant pas à l'époque) est punie comme délit dans la loi française d'Ancien Régime, dans les faits elle ne fut pas systématiquement punie quand elle avait lieu dans un cadre privé et dans le secret.
Le 6 juillet 1750 a lieu la dernière exécution publique française pour sodomie, à Paris, en place de Grève. Jean Diot, un domestique de 40 ans, et Bruno Lenoir, un cordonnier de 21 ans, ont été arrêtés pour sodomie sur la voie publique en janvier de la même année puis emprisonnés à la prison du Châtelet. Leurs biens sont confisqués. Condamnés à mort, ils sont étranglés puis brûlés.

### De la Révolution à l'entre-deux-guerres
Depuis la Révolution française (par la loi du 25 septembre - 6 octobre 1791, qui adopta le Code pénal, dont un fait remarquable est l'absence de mention de la sodomie, considérée jusque-là comme un crime, ou tout autre terme désignant les rapports homosexuels), les rapports homosexuels en privé entre adultes consentants ne furent généralement plus poursuivis par la loi en France. 
Cependant, plusieurs lois sur l'exhibition sexuelle, l'outrage public à la pudeur et l'attentat à la pudeur furent utilisées par la suite pour réprimer légalement l'homosexualité et le travestissement durant le XIXe et le début du XXe siècle. Une police administrative est également mise en place dès avant la Révolution et s’intensifie sous la monarchie de Juillet et le Second Empire autour des groupes d’homosexuels, notamment parisiens. Elle se caractérise par un recensement écrit, sous forme de fiches, des homosexuels identifiés, des prostitués homosexuels et travestis, le tout compilé dans les « registres des pédérastes ». Le but de ce fichage systématique était essentiellement de prévenir les chantages et les scandales publics tout en contrôlant la prostitution. En plus des personnes, les lieux de rencontres présumés étaient fréquemment contrôlés, notamment à Paris en 1927 par Jean Chiappe. L'historienne Florence Tamagne note ainsi que « s'appuyant sur l’Ordonnance préfectorale de Lépine, du 15 février 1910, Chiappe faisait pression sur les tenanciers qui autorisaient les hommes à danser entre eux, ou qui accueillaient des travestis  » ; les étrangers risquaient le refoulement ou l'expulsion, et on comptait sur le fait que les Français concernés, à force d'être questionnés et sermonnés par la police, finissent par abandonner ces lieux et ce mode de vie.
Le fichage des homosexuels par la police s’est poursuivi jusqu’en 1981.

### Régime de Vichy
Le régime de Vichy, par la loi du 6 août 1942 modifiant l’alinéa 1 de l’article 334 du Code pénal, établit une distinction discriminatoire dans l’âge de consentement entre rapports homosexuels et hétérosexuels :
Cette loi crée une distinction explicite entre rapports homosexuels et hétérosexuels s’agissant de l’âge à partir duquel un mineur civil peut entretenir une relation sexuelle avec un adulte sans que cet adulte commette une infraction pénalement réprimée (21 ans pour les rapports homosexuels, et 13 ans, puis 15 ans à partir de 1945, pour les rapports hétérosexuels).

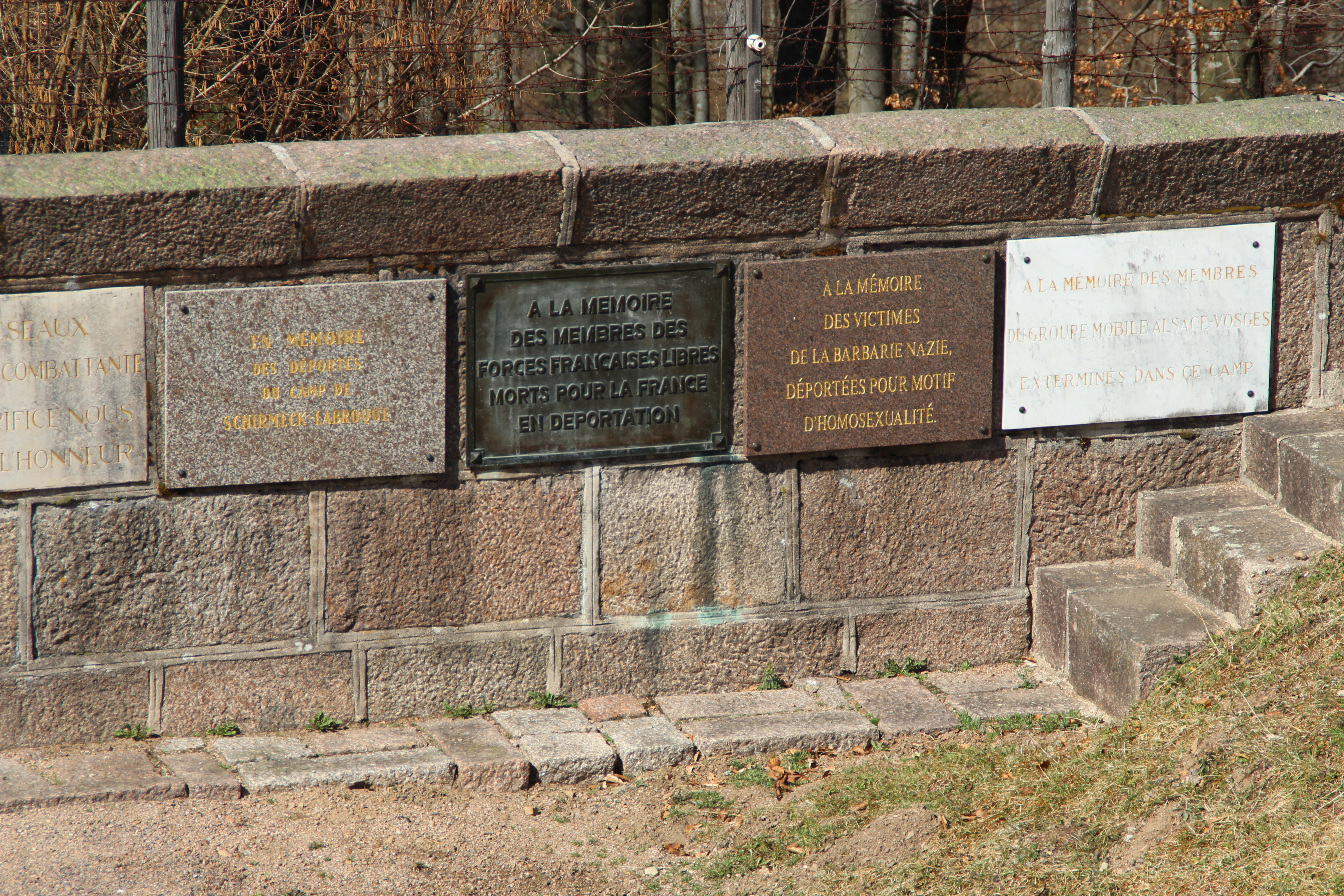
Plaque mémorielle au Camp de concentration de Natzweiler-Struthof.

Durant l'Occupation, des homosexuels sont déportés dans des camps de concentration nazis. Ces déportations furent organisées directement par le régime allemand, principalement en Alsace-Moselle avec la complicité de la police française,. En 2011, le bilan dressé à l'occasion de la publication du livre La déportation pour motif d’homosexualité en France. Débats d’histoire et enjeux de mémoire s'établit à 62 Français persécutés pour cette cause durant la guerre, certains étant emprisonnés, d'autres internés ou déportés. 22 ont été arrêtés dans les provinces annexées par l'Allemagne, 32 sur le territoire du Reich (deux cas où la législation allemande s'appliquait), 7 sur le territoire national et un dans un lieu indéterminé. Sur ces 62 hommes, 13 sont morts en détention. Selon l'historien Mickaël Bertrand : « D'une manière générale, il n’y a donc pas eu de persécution systématique ». Toutefois, ce bilan n'est pas définitif, toutes les archives à ce sujet n'ayant pas encore été dépouillées. Dans un climat d'après-guerre marqué par l'homophobie, peu de déportés pour motif d'homosexualité manifestent la volonté de rendre publique leur histoire : seuls 5 demandent le titre de déporté auprès du ministère des Anciens combattants et un seul l'obtient, Pierre Seel.
À Paris, la Police des mœurs entretient un rapport complexe avec les jeunes hommes homosexuels, qu'elle hésite entre punir, protéger et éduquer. Le traitement des jeunes homos par la police dépend beaucoup de leur classe sociale, avec des attitude policières différentes selon qu'ils soient travailleurs du sexe et en fonction de la perception que se font les policiers de chaque cas, où ils cherchent généralement à caractériser l'exercice d'une influence corruptrice par d'autres hommes gais plus vieux. Le degré de masculinité discerné par le regard policier a aussi contribué à moduler les mesures disciplinaires à l'égard des jeunes adeptes du sexe entre hommes dans le Paris occupé. Dans l'histoire de la police française, le régime de Vichy marque globalement une étape importante dans le développement d'une répression des comportements qualifiés de perversions contre-nature.

### De 1945 à 1981
À la Libération, François de Menthon, ministre de la Justice dans le Gouvernement provisoire de la République française du général de Gaulle, signe l’ordonnance du 8 février 1945, qui transfère l’alinéa 1 de l’article 334 et l’ajoute à l’article 331 comme un troisième alinéa :
« Sera puni d’un emprisonnement de six mois à trois ans et d’une amende de 60 francs à 15 000 francs quiconque aura commis un acte impudique ou contre nature avec un individu de son sexe mineur de vingt et un ans. »
— Article 331 de l’Ancien code pénal
Ce transfert est expliqué comme suit dans le Journal officiel :

« L’acte de l’autorité de fait dit loi no 744 du 6 août 1942 modifiant l’article 334 du Code pénal a réprimé les actes homosexuels dont serait victime un mineur de vingt et un ans. Cette réforme inspirée par le souci de prévenir la corruption des mineurs ne saurait, en son principe, appeler aucune critique. Mais en la forme une telle disposition serait mieux à sa place dans l’article 331. »

Cette loi reprit ainsi la distinction explicite établie par la loi de 1942 entre rapports homosexuels et hétérosexuels s'agissant de l'âge à partir duquel un mineur civil peut entretenir une relation sexuelle avec un adulte, sans que cet adulte commette une infraction pénalement réprimée (21 ans pour les rapports homosexuels et 13 ans puis 15 ans pour les rapports hétérosexuels par l'ordonnance du 2 juillet 1945). À la Libération, cet alinéa n'est pas abrogé comme ce fut le cas pour un grand nombre de lois pétainistes. À peine modifié, ce paragraphe a été seulement déplacé à l'alinéa 3 de l'article 331 du Code pénal par l'ordonnance du 8 février 1945,. Cette nouvelle loi punissait « … d'un emprisonnement de six mois à trois ans et d'une amende de 60 francs à 15 000 francs quiconque aura commis un acte impudique ou contre nature avec un individu de son sexe mineur de vingt et un ans. »
En vigueur de 1942 à 1982, cette loi fait un certain nombre de victimes dont le chiffrage est compliqué. Si le journaliste et historien Jean Le Bitoux évoque des milliers de personnes poursuivies, l'historien Julian T. Jackson se fait plus prudent. Il indique qu'« on ne connaît pas les chiffres ». « On ne sait pas. Personne ne sait », précisant en 2007 que des historiens travaillent sur ce sujet mais que tout chiffrage est rendu difficile par le problème de l'accès aux archives. Pour les années 1950, il ajoute enfin qu'il ne faut pas uniquement se focaliser sur l'aspect législatif mais aussi se pencher sur le vécu des personnes homosexuelles : « Le plus important, c’est le climat, la culture, le silence entourant l’homosexualité ».
En 1974, l’âge de majorité sexuelle pour les rapports homosexuels est abaissé à 18 ans (la loi change l’âge de majorité de 21 ans à 18 ans dans tous les articles du Code civil et du Code pénal). Avec cette modification, l’alinéa 3, devenu alinéa 2, de l’article 331 reste dans le Code pénal jusqu’à son abrogation le 4 août 1982, date où entre en vigueur la loi Forni, rapportée par Gisèle Halimi et soutenue par Robert Badinter au nom du gouvernement, adoptée le 27 juillet 1982. En plus de l’article 331 du Code pénal, une seconde loi faisait mention explicitement de l’homosexualité : l’ordonnance du 25 novembre 1960 (créant l’alinéa 2 de l’article 330 du Code pénal), prise à la suite de l’amendement Mirguet, qui doublait la peine minimum pour outrage public à la pudeur quand il s’agissait de rapports homosexuels. Cette disposition a été supprimée en 1980 sur proposition du gouvernement Raymond Barre (présentée par Monique Pelletier, secrétaire d’État, reprenant la proposition de loi no 261 du 8 février 1978 d’Henri Caillavet).
En 1977, au sous-sol du bar parisien le Manhattan (no 8 rue des Anglais), qui abrite une backroom, a lieu une descente de police où des hommes ayant entre eux des relations sexuelles sont interpellés pour outrage public. Le procès qui se déroule l'année suivante est une première puisque les prévenus, fait inédit, refusent de faire acte de contrition. Dans un contexte de libération des mœurs, ils bénéficient du soutien d'intellectuels et d'artistes (Michel Foucault, Gilles Deleuze, Guy Hocquenghem ou encore Marguerite Duras), qui signent un texte, et l'évènement participe à médiatiser les discriminations légales existant entre homosexuels et hétérosexuels.
Les sociologues Jérémie Gauthier et Régis Schlagdenhauffen publient en 2018 une étude sur les condamnations pour homosexualité (selon l’alinéa 2 de l’article 330 de 1960 à 1980 et l’alinéa 3 de l’article 331 du Code pénal de 1945 à 1980, devenu l’alinéa 2 de 1980 à 1982). Entre 1945 et 1982, ils recensent plus de 10 000 condamnations avec un pic dans les années 1960 suivi d'un déclin après mai 68. Les condamnés sont essentiellement des hommes. Jusqu'en 1978, 93 % des procès se soldent par des condamnations à des peines de prison. En octobre 1978, la mobilisation d'artistes et de personnalités politiques en faveur des 11 inculpés arrêtés dans le bar Le Manhattan permet un jugement clément avec seulement des amendes et amorce un changement de cap où la Loi va passer de la répression de l'homosexualité à celle de l'homophobie.

## Protection juridique

### Contre les discriminations
En 1981, le ministre de la Santé Edmond Hervé annonce que la France rejette désormais le classement par l'OMS de l'homosexualité comme maladie mentale. En 1982, la législation discriminatoire concernant l'âge de consentement est abolie et par la loi Quilliot sur les droits et les devoirs des bailleurs et locataires, le « mode de vie » homosexuel cesse d’être une cause d’annulation du bail d’habitation. En 1983, la loi Le Pors portant droits et obligations des fonctionnaires supprime les notions de « bonne moralité » et de « bonnes mœurs » du statut général des fonctionnaires.
En 2004, la loi instaurant la Haute Autorité de lutte contre les discriminations et pour l'égalité (HALDE) mentionne l'homophobie parmi les motifs de discriminations et pénalise les propos publics incitant à la haine, diffamatoire ou injurieux en raison de l'orientation sexuelle. En 2005, un décret pénalise également la diffamation, l'injure et la provocation à la haine non publiques.
Le Code pénal punit les discriminations en raison de l'orientation sexuelle et considère comme circonstance aggravante le fait qu'un crime ou délit soit commis en raison de l'orientation sexuelle réelle ou supposée. Depuis 2012, cette logique a également été étendue à l'identité sexuelle réelle ou supposée. L'expression « identité sexuelle » a été reformulée en identité de genre par l'article 86 de la loi du 18 novembre 2016 de modernisation de la justice du XXIe siècle.
Le 14 avril 2019, le Gouvernement lance par l'intermédiaire des ministres Marlène Schiappa et Julien Denormandie une brigade anti-discrimination sur Facebook. Cette brigade recueillera les témoignages des victimes de discrimination. Une douzaine de salariés seront chargés de leur répondre et de les orienter vers les interlocuteurs appropriés. Les personnes victimes qui publieront leur message sur la page recevront une réponse de la Délégation interministérielle à la lutte contre le racisme, l'antisémitisme et la haine anti-LGBT (Dilcrah).

### Contre les violences
Le 28 mai 2021, la cour d’assises de Paris condamne en appel un homme à 14 ans de réclusion criminelle pour « viol en raison de l’orientation sexuelle » sur une femme homosexuelle. En mars 2020, l’agresseur avait été condamné à 15 ans par la cour d’assises de Bobigny, mais la circonstance aggravante de l’homophobie n’avait pas été retenue. En appel, les jurés et les juges ont estimé qu’il s’agissait d’un viol lesbophobe, notamment car l’accusé, âgé de 25 ans, « connaissait dès le début de leur rencontre l’orientation sexuelle » de sa victime. L’avocate générale lors du premier procès, en 2020, estimait que le viol punitif est quelque chose de courant (selon elle, 4 % des femmes hétérosexuelles disent avoir été victimes de viol, contre 10 % des femmes lesbiennes), mais faisant l'objet de peu de dépôts de plaintes
Une proposition de loi visant à interdire les thérapies de conversion est adoptée par le Parlement et promulguée le 31 janvier 2022.

## Conjugalité et vie familiale

### Reconnaissance des couples homosexuels
Jusqu'en 1999, aucune reconnaissance légale pour les couples de même sexe n'existe, la jurisprudence de la Cour de cassation refusant de considérer deux personnes de même sexe comme concubins.
La loi votée en 1999 sous le gouvernement Jospin reconnaît la possibilité pour deux personnes de même sexe de vivre en concubinage et crée le pacte civil de solidarité (PACS) ouvert aux couples de sexe différent comme de même sexe. Toutefois, cette union civile n'instaure aucun lien de filiation entre les deux partenaires et l'enfant de l'un ou l'autre et n'autorise pas l'adoption conjointe. En 2006, le régime fiscal du PACS a été rapproché de celui du mariage, toujours sans créer un régime similaire en termes de filiation ou de pension de réversion.
| Source     | Date de réalisation | Panel | NSP | Pour | Contre |
| ---------- | ------------------- | ----- | --- | ---- | ------ |
| BVA        | 2000                |       | 2 % | 48 % | 50 %   |
| BVA        | 2004                |       | 4 % | 50 % | 46 %   |
| CSA        | 2004                |       | 4 % | 50 % | 46 %   |
| BVA        | 2006                |       | 2 % | 60 % | 38 %   |
| BVA        | décembre 2011       | 971   | 4 % | 63 % | 33 %   |
| Ifop       | août 2012           | 2 000 |     | 65 % | 35 %   |
| Ifop       | octobre 2012        | 988   |     | 61 % | 39 %   |
| BVA        | novembre 2012       | 1 021 | 1 % | 58 % | 41 %   |
| CSA        | décembre 2012       | 1 005 | 5 % | 54 % | 41 %   |
| Ifop       | décembre 2012       | 1 005 |     | 60 % | 40 %   |
| Ifop       | janvier 2013        | 1 005 |     | 60 % | 40 %   |
| Opinionway | janvier 2013        | 981   |     | 57 % | 43 %   |
| Ifop       | janvier 2013        | 1 026 |     | 63 % | 37 %   |
| Ifop       | février 2013        | 959   |     | 66 % | 34 %   |
| BVA        | avril 2013          | 1 219 | 1 % | 58 % | 41 %   |
| BVA        | février 2014        | 994   | 1 % | 61 % | 38 %   |
| BVA        | avril 2014          | 987   | 3 % | 55 % | 42 %   |
| Ifop       | novembre 2014       | 1 009 |     | 68 % | 32 %   |
| BVA        | 27 juin 2015        | 1 102 | 2 % | 67 % | 31 %   |

Note : Pour des échantillons de près de 1 000 personnes et un seuil de confiance de 95 % (comme c'est le cas de la majorité des sondages du tableau), la marge d'erreur est de près de 3 % quand les pourcentages « pour » et « contre » se répartissent à 40-60 % ou 50-50 %.

### Familles homoparentales
Les familles homoparentales n'étaient ainsi pas reconnues en droit français. L'adoption conjointe par un couple n'étant possible que pour un couple marié, l'adoption homoparentale était interdite et les homosexuels ne pouvaient adopter qu'en tant que célibataires. De même, la procréation médicalement assistée n'était ouverte qu'aux couples formés d'un homme et d'une femme et pour des raisons médicales, tout comme les femmes seules les couples de femmes en étaient donc exclus.
Toutefois, avant le changement de la loi bioéthique en 2021, la justice française reconnaît à plusieurs reprises l'autorité parentale au partenaire d'un parent dans le cadre d'un couple de même sexe au nom de l'« intérêt supérieur de l’enfant ».
Le mariage pour les couples de même sexe est autorisé en France par la loi no 2013-404 du 17 mai 2013. Cette loi rend désormais possible l'adoption conjointe par les couples homosexuels mariés et l'adoption de l'enfant du conjoint au sein d'un couple marié. Plus tard, à partir du 5 octobre 2022, les couples en union civile ou libre, hétérosexuels et homosexuels, peuvent adopter.
| Source     | Date de réalisation | Panel | NSP | Pour | Contre |
| ---------- | ------------------- | ----- | --- | ---- | ------ |
| BVA        | 1998                |       | 2 % | 28 % | 68 %   |
| BVA        | 2002                |       | 8 % | 41 % | 51 %   |
| CSA        | 2004                |       | 2 % | 33 % | 65 %   |
| BVA        | 2006                |       | 2 % | 48 % | 50 %   |
| BVA        | décembre 2011       | 971   | 4 % | 56 % | 40 %   |
| Ifop       | août 2012           | 2 000 |     | 53 % | 47 %   |
| Ifop       | octobre 2012        | 988   |     | 48 % | 52 %   |
| BVA        | novembre 2012       | 1 021 | 3 % | 50 % | 47 %   |
| CSA        | décembre 2012       | 1 005 | 4 % | 48 % | 48 %   |
| Ifop       | décembre 2012       | 1 005 |     | 46 % | 54 %   |
| Ifop       | janvier 2013        | 1 005 |     | 46 % | 54 %   |
| Opinionway | janvier 2013        | 981   |     | 45 % | 55 %   |
| Ifop       | janvier 2013        | 1 026 |     | 49 % | 51 %   |
| Ifop       | février 2013        | 959   |     | 47 % | 53 %   |
| BVA        | avril 2013          | 1 219 | 2 % | 45 % | 53 %   |
| BVA        | février 2014        | 994   | 1 % | 50 % | 49 %   |
| BVA        | avril 2014          | 987   | 2 % | 48 % | 48 %   |
| Ifop       | novembre 2014       | 1 009 |     | 53 % | 47 %   |
| BVA        | 27 juin 2015        | 1 102 | 2 % | 57 % | 41 %   |

Note : Pour des échantillons de près de 1 000 personnes et un seuil de confiance de 95 % (comme c'est le cas de la majorité des sondages du tableau), la marge d'erreur est de près de 3 % quand les pourcentages « pour » et « contre » se répartissent à 40-60 % ou 50-50 %.

### Accès à la procréation médicalement assistée
Depuis août 2021, les couples de femmes et les femmes seules ont accès à l'assistance médicale à la procréation, dite procréation médicalement assistée (PMA), remboursée par l'assurance maladie, au même titre que les femmes en couple avec un homme.
En avril 2012, le candidat François Hollande se dit favorable à la PMA pour toutes. Après son élection à la présidence de la République, plusieurs annonces sont faites en ce sens, mais le gouvernement Ayrault II décide finalement de ne pas traiter ce sujet dans son projet de loi sur le mariage et l'adoption pour les couples de même sexe. En mars 2013, le Comité consultatif national d'éthique (CCNE) est saisi sur la question, mais sa réponse est repoussée plusieurs fois,. La ministre des Familles, Laurence Rossignol, affirme en février 2016 ne pas souhaiter relancer ce dossier par crainte de l'opposition de La Manif pour tous,.

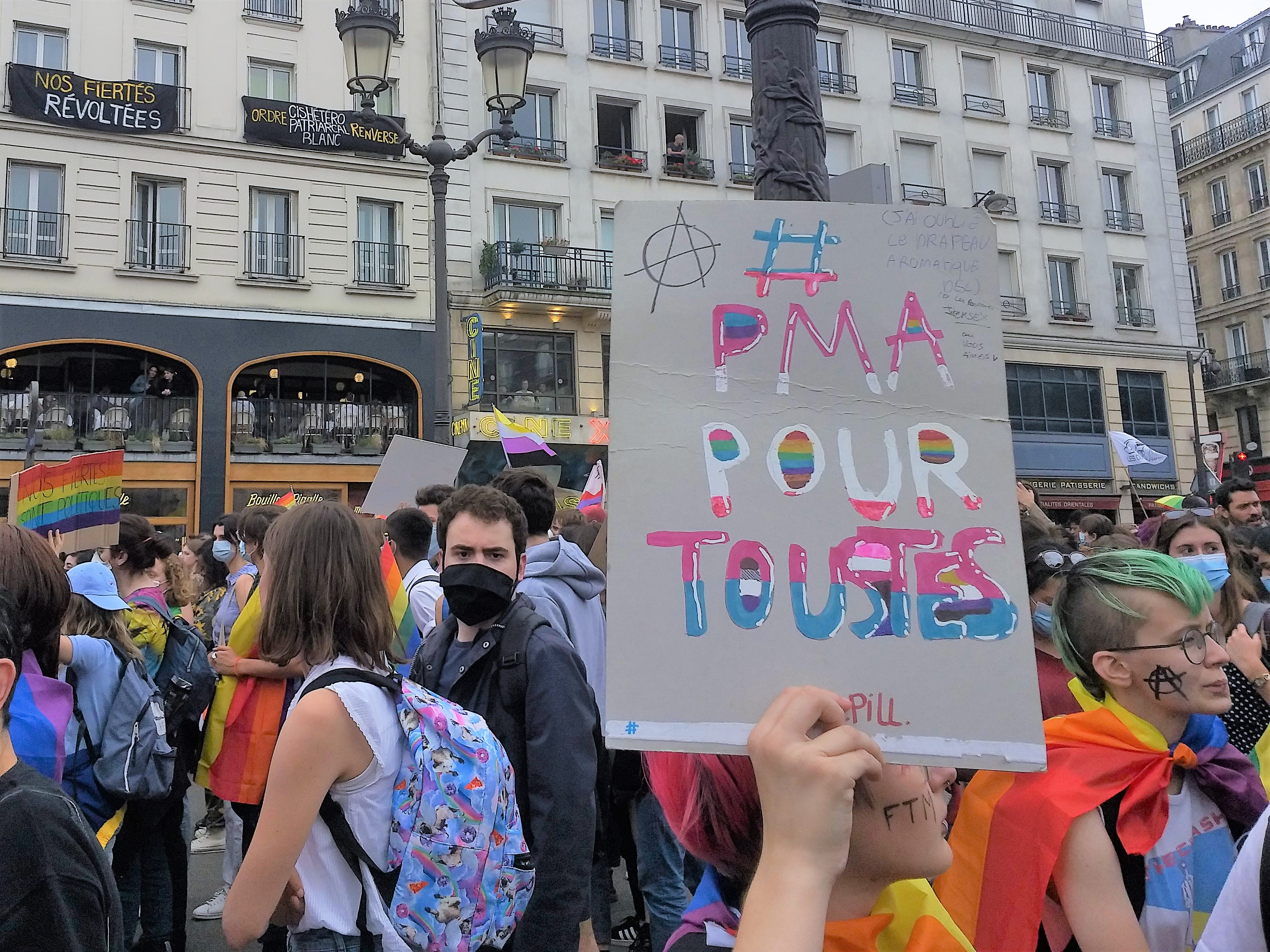
À la marche des fiertés de Paris, en 2020, une pancarte revendiquant l'accès à la PMA pour toustes.

Lors de la campagne présidentielle de 2017, Emmanuel Macron se déclare lui aussi favorable à l'ouverture de la PMA, sous réserve d’un avis favorable du CCNE. En juillet 2018, le Conseil d'État souligne l'absence d'obstacles juridiques concernant la PMA pour toutes, ouvrant la possibilité d'une proposition de loi à l'automne. La réponse du CCNE, saisi cinq ans plus tôt, est finalement rendue publique en septembre : sa contribution à la révision de la loi de bioéthique 2018-2019 propose d'autoriser l'insémination artificielle avec donneur à toutes les femmes, reprenant la position donnée lors des états généraux de la bioéthique,. Toutefois, le gouvernement Philippe II annonce en novembre que l'examen du projet de loi par l'Assemblée nationale, prévu pour le premier trimestre de 2019, est repoussé à l'été « en raison de l’encombrement du calendrier parlementaire », bien que les associations y voient une façon d’éviter des débats polémiques avant les élections européennes du mois de mai. Il est finalement adopté en première lecture à l'Assemblée en octobre 2019, puis au Sénat en février 2020. Son examen en seconde lecture était prévu au printemps 2020, mais a été repoussé en raison de la pandémie de Covid-19. Le texte est adopté en seconde lecture à l'Assemblée fin juillet 2020 avant de repasser devant le Sénat à partir du 2 février 2021.
Ce projet de loi est critiqué pour ne pas prendre en compte certaines situations vécues par les personnes trans. Il fait en effet perdurer l’impossibilité, pour les hommes trans qui ont changé de genre à l'état civil, de pouvoir bénéficier de la PMA pour être enceint,, contraignant les hommes concernés à choisir entre ce changement d’état civil et un potentiel désir d’avoir un ou des enfants. De même, il fait perdurer l'interdiction aux femmes trans ayant changé de genre à l'état civil d'utiliser leur semence cryoconservée préalablement à une éventuelle transition par hormonosubstitution ou chirurgie de réassignation (qui les rend stérile) pour la fécondation de leur compagne, les contraignant à faire appel à un tiers, donneur de sperme.
La loi est promulguée le 2 août 2021,. Saisi par une association, le Groupe d'information et d'action sur les questions procréatives et sexuelles, le Conseil constitutionnel valide en juillet 2022 la constitutionnalité de l'exclusion des hommes trans de l’accès à la PMA. En août 2022, la formulation du décret d'application de la loi est modifiée par le ministère de la Santé, et permet désormais aux femmes trans ayant conservé leurs spermatozoïdes de pouvoir les utiliser en vue d’une PMA.

## Personnes trans

### Pénalisation de la transphobie
L’identité de genre est l'un des critères de discrimination reconnus par la loi française depuis le 18 novembre 2016. La loi du 27 janvier 2017 a fait de la transphobie une circonstance aggravante applicable à l’ensemble des crimes ou des délits punis d’une peine d’emprisonnement,,, : l’article 132-77 du Code pénal prévoit en effet que cette circonstance aggravante s’applique lorsqu'un « crime ou un délit est précédé, accompagné ou suivi de propos, écrits, images, objets ou actes de toute nature qui soit portent atteinte à l’honneur ou à la considération de la victime ou d’un groupe de personnes dont fait partie la victime à raison de son sexe, son orientation sexuelle ou identité de genre vraie ou supposée, soit établissent que les faits ont été commis contre la victime pour l’une de ces raisons ».

### Changement d'état civil
Les personnes ont le droit de changer de prénom selon les modalités décrites dans la loi du 18 novembre 2016, en faisant la demande en Mairie. L’officier de l'état civil saisit le procureur de la République s’il estime que la demande n’est pas légitime. La Fédération Trans et Intersexes a mis en place un observatoire des pratiques dans les Mairies, afin d'examiner comment sont traitées les demandes de changement de prénom.
Alors que les associations revendiquent la possibilité de changer la mention du sexe sur l’état civil librement, gratuitement et en mairie, la procédure implique encore la décision d’un tribunal :
« Toute personne majeure ou mineure émancipée qui démontre par une réunion suffisante de faits que la mention relative à son sexe dans les actes de l'état civil ne correspond pas à celui dans lequel elle se présente et dans lequel elle est connue peut en obtenir la modification.

Les principaux de ces faits, dont la preuve peut être rapportée par tous moyens, peuvent être :
1. Qu'elle se présente publiquement comme appartenant au sexe revendiqué ;
2. Qu'elle est connue sous le sexe revendiqué de son entourage familial, amical ou professionnel ;
3. Qu'elle a obtenu le changement de son prénom afin qu'il corresponde au sexe revendiqué. »

— Article 61-5 du Code civil
La procédure de changement d'état civil n'implique plus nécessairement (depuis 2016) une intervention chirurgicale :
« Le fait de ne pas avoir subi des traitements médicaux, une opération chirurgicale ou une stérilisation ne peut motiver le refus de faire droit à la demande. »
— Article 61-6 du Code civil

### Prise en charge médicale
Le gouvernement français annonce en 2009,, que « la transidentité ne sera plus considérée comme une affection psychiatrique »,. La presse annonce immédiatement que « La France est le premier pays au monde à sortir le transsexualisme de la liste des affections psychiatriques. » Concrètement, le décret 2010-125 du 8 février 2010 et une lettre-réseau précisent les nouvelles règles de prise en charge des soins liés au « transsexualisme » au titre de l'ALD 31 (hors liste, c'est-à-dire non-psychiatrique) ; la lettre maintient l'utilisation du code CIM-10 « F64.0 » (« transsexualisme ») et dessine les modalités de la prise en charge en centre de référence. L'annonce de la ministre intervient au moment où la Haute Autorité de santé (HAS) vient de rendre un rapport qui encourage la création d'équipes pluridisciplinaires au sein de centres de référence, qui seront effectivement généralisés à partir de 2010 contre l'avis de beaucoup d'associations. En 2011, le président de l'association l'Inter Trans constate que « le décret n'a été rien d'autre qu'un coup médiatique, un très bel effet d'annonce. Sur le terrain, rien n'a changé ».
Les opérations qui permettent de changer l'apparence physique des personnes trans sont prises en charge à 100 % par la Sécurité sociale en maladie de longue durée « hors liste » (c'est-à-dire « non-psychiatrique »). Mais pour cela, le passage par des équipes hospitalières qui réunissent médecins et psychiatres semble obligatoire ; leurs méthodes et résultats sont très controversés. De nombreuses personnes se font opérer à l'étranger.

## Personnes non binaires
Il n'y a pas de reconnaissance légale de la non-binarité ou de possibilité légale d'indiquer autre chose que « sexe féminin » ou « sexe masculin » sur les documents d'identité d'un individu en France,. Les revendications en faveur de la reconnaissance de la non-binarité peuvent prendre la forme de la demande de l'ajout de la possibilité de pouvoir avoir son sexe mentionné à l'état civil comme « X » ou « Sexe neutre », ou prendre la forme de la demande de la suppression complète de la mention de sexe sur les actes de l'état civil. Cela peut rejoindre ou non la question de l'intersexuation biologique, de son respect et de sa reconnaissance, qui demeure un point des droits LGBT+ en faveur duquel la France n'a pas légiféré. Ainsi, en 2017, la Cour de cassation rejeta la demande d'une personne intersexe ayant demandé de faire changer son sexe mentionné à l'état civil en « sexe neutre ».

## Personnes intersexes
Les personnes intersexes, particulièrement les mineures sur décision de leurs parents ou de médecins, peuvent subir des interventions médicales non consenties pour rendre leur corps plus typiquement masculin ou féminin. Cela ne fait actuellement l'objet d'aucune condamnation légale en France. Les associations dénoncent ces interventions comme étant des mutilations subies par les enfants intersexes, comme le Comité contre la torture de l'ONU, qui a recommandé — jusqu'à présent en vain — à la France « de prendre des mesures législatives, administratives ou autres nécessaires pour garantir le respect de l’intégrité physique des personnes intersexuées ».

## Don du sang
Deux ans après le début de l'épidémie de syndrome d'immunodéficience acquise (SIDA), en juin 1983, le secrétaire d’État chargé de la Santé Edmond Hervé et le directeur général de la Santé Jacques Roux, introduisent pour la première fois une discrimination dans la possibilité de donner son sang, en partie fondée sur l'orientation sexuelle. Par une circulaire, ils recommandent en effet aux médecins des établissements de transfusion sanguine d'écarter du don de sang certaines « populations à risque », particulièrement touchée par cette épidémie, dont les « personnes homosexuelles ou bisexuelles ayant des partenaires multiples », afin de prévenir la transmission du virus de l'immunodéficience humaine (VIH) par les transfusions sanguines,. L'affaire du sang contaminé qui éclate en 1985 après la contamination de nombreuses personnes par le VIH à la suite d'une transfusion, renforce cette méfiance vis-à-vis de ces populations à risques.
En 2004, une directive européenne demande que les « sujets dont le comportement sexuel les expose au risque de contracter des maladies infectieuses graves transmissibles par le sang » soient exclus de ce don, sans toutefois préciser cette notion. Dans le but de mettre en œuvre cette directive, la ministre de la Santé Roselyne Bachelot, prend en janvier 2009 un arrêté interdisant le don de sang par les « hommes ayant eu des rapports sexuels avec un homme » (HSH). Cette exclusion, désormais réglementaire, se fonde sur une corrélation entre orientation sexuelle et infection par le VIH mise en évidence par l'Institut de veille sanitaire : la prévalence du VIH chez les hommes bisexuels ou homosexuels est 65 fois plus élevée que dans la population générale, son incidence y est quant à elle 200 fois plus élevée. Même si toutes les poches de sang prélevé sont testées, il existe un risque résiduel du fait que le VIH reste indétectable dans le sang pendant 12 à 22 jours, selon le type de VIH, après l'infection (notion de fenêtre silencieuse). Le risque résiduel de transmission du VIH a ainsi été estimé à 1 pour 2,75 millions de dons. Dans le but de réduire ce risque, cette réglementation prend la forme d'une discrimination statistique (en) : l’orientation sexuelle ne constitue pas en soi un critère d’exclusion du don du sang, mais c'est un indicateur d’un risque accru de contamination par le VIH, autrement dit, cette exclusion se base sur une caractéristique des individus utilisée comme indice de la probabilité d’une autre caractéristique.
Cependant, la rationalité des discriminations statistiques n'est pas acquise du seul fait qu’elles s’appuient sur un raisonnement probabiliste valide, leur pertinence peut être discutée. En l’occurrence, la pertinence de cette exclusion sur la base de l'orientation sexuelle des donneurs est critiquée car elle opère indépendamment du risque pris lors de leurs pratiques sexuelles (multi-partenariat et rapports non protégés, notamment), alors même que ces pratiques sont déjà des critères d'exclusion au don de sang mis en place par ce même arrêté. Des associations de défense des personnes concernées demandent ainsi que cette interdiction ne porte que sur la cause des transmissions : les comportements sexuels à risque avant un don de sang. Elles mettent en avant que cette réglementation est problématique car elle touche une population déjà discriminée, contribuant à sa stigmatisation dans la société, et car elle empêche des dons, privant ainsi des patients de transfusions dont ils pourraient avoir besoin.
En 2013, la ministre de la Santé, Marisol Touraine, saisit le Comité consultatif national d’éthique, sur la question de l'ouverture du don du sang aux bisexuels et aux homosexuels. Celui-ci rend son avis le 31 mars 2015, ne préconisant pas d'ouvrir le don du sang aux HSH. Cependant, lors de l'examen de la loi Santé à l'Assemblée nationale, les députés introduisent un amendement visant à interdire cette discrimination. Cette loi est adoptée en décembre 2015 et l'article L. 1211-6-1 du Code de la santé publique dispose désormais que « nul ne peut être exclu du don de sang en raison de son orientation sexuelle »,.
Les critères précis de sélection des donneurs de sang étant fixés par arrêté ministériel, l'interdiction évolue par un arrêté pris quelques mois plus tard, en avril 2016. Les HSH ayant été abstinents pendant 1 an peuvent alors donner leur sang, cet arrêté prend effet à partir du 10 juillet de la même année,. De plus, ceux qui sont dans une relation stable depuis 4 mois ou qui ont été abstinents pendant 4 mois, peuvent donner leur plasma sanguin. Ces dons permettent de réaliser des études sur la qualité de ce sang et d'évaluer le risque. La ministre s'engage qu'en l'absence de risque, les règles qui s’appliquent aux HSH seront rapprochées des règles générales,. Les associations se réjouissent de cette avancée, mais la jugent insuffisante car toujours discriminatoire envers des orientations sexuelles et non envers des comportements à risque.
La restriction relative à la durée d'abstinence requise pour le don de sang des HSH évolue après l'obtention des résultats de l’étude Complidon réalisée par Santé publique France. L'arrêté du 17 décembre 2019 abaisse alors de 12 à 4 mois la durée d'abstinence permettant aux HSH de donner leur sang, à partir du 2 avril 2020,.
L'Assemblée nationale vote un amendement au projet de loi bioéthique le 8 juin 2021, lors de sa troisième lecture, qui supprime le délai d'abstinence pour les HSH concernant le don du sang,. La loi est promulguée le 2 août 2021,, avant de faire l'objet d'un arrêté ministériel et d'entrer en vigueur le 16 mars 2022.

## Mouvement LGBT en France
Le groupe Arcadie est le premier mouvement homosexuel en France ; il se décrit alors comme « homophile ». Fondée en 1954 par André Baudry, l'organisation reste néanmoins discrète. Cela ne l'empêche d'être, dans l'ombre, très active : publication d'un mensuel informatif (Arcadie, jusqu'en 1982), création d'un « club » où ses membres peuvent danser en dépit de l'interdiction à deux personnes de même sexe de le faire, organisation de conférences, de banquets, de projection de films (dont Un chant d'amour de Jean Genet) et de séances informatives concernant la santé sexuelle. Elle véhicule, auprès de ses membres (surtout masculins, les lesbiennes étant souvent mises de côté) une image positive et fière de l'homosexualité (un article d'un numéro est titré « La chance d'être homosexuel »). Pour Jean-Louis Bory, le groupe Arcadie prône « le droit à l'indifférence ». La revue n'est pas publique (d'ailleurs interdite d'affichage en 1955), mais envoyée régulièrement aux personnalités politiques et ecclésiastiques françaises. Le groupe disparaît en 1982, lorsque François Mitterrand abroge la loi de 1945.
Une des premières manifestations publiques d'un mouvement homosexuel en France est l'intervention, durant l'émission radiophonique de RTL sur le thème « L'homosexualité, ce douloureux problème » animée en direct par Menie Grégoire, de militantes et militants, le 10 mars 1971. Perturbant le déroulement prévu de l'émission, ils scandent aux micros : « Ne parlez plus de notre souffrance ! » ou encore « Liberté, liberté. Battez-vous ! ». En avril de la même année est créé le Front homosexuel d'action révolutionnaire (FHAR) ; chaque semaine, il organise une réunion à l'École nationale supérieure des beaux-arts. Les femmes, souvent mises de côté, sont alors amenées à créer leur propre mouvement, les Gouines rouges. Au FHAR succède le Groupe de libération homosexuelle début 1973. D'obédience révolutionnaire, il s'effondre rapidement dans la période post-mai 68, mais conserve le mérite d'être parmi les trois premiers mouvement public de revendication homosexuelles. Des journaux, éphémères, voient le jour, certains au nom provocateur (Le Fléau social, L'Antinorm à Paris, Le Doigt au cul à Nice).

### Autres sources
1. ↑  Antoine Patinet, « La France dégringole dans le classement du Rainbow Index de l'ILGA-Europe », Têtu,‎ 15 mai 2020 (lire en ligne, consulté le 15 octobre 2020)
2. ↑  Marie Zafimehy, « Où en est la France en matière de défense et respect des droits LGBTQ+ ? », RTL,‎ 16 mai 2020 (lire en ligne, consulté le 15 octobre 2020)
3. ↑  (en) ILGA Europe, « Rainbow Index - France », sur rainbow-europe.org, mai 2020 (consulté le 15 octobre 2020).
4. ↑  Jacques de Saint Victor, Blasphème. Brève histoire d’un « crime imaginaire »
5. ↑  Idier 2013, p. 172.
6. 1 2 3 4  Loi no 2013-404 du 17 mai 2013 ouvrant le mariage aux couples de même sexe.
7. ↑  Affaire E.B. contre France.
8. 1 2  Réservée en France aux couples mariés, donc impossible avant la loi du 17 mai 2013
9. ↑  « GPA : les deux membres d’un couple d’hommes peuvent être reconnus comme parents », Le Monde,‎ 18 décembre 2019 (lire en ligne, consulté le 19 décembre 2019)
10. 1 2 3 4  « Loi du 2 août 2021 relative à la bioéthique », sur Vie publique.fr (consulté le 4 août 2021).
11. ↑  Cass. Ass. plén., 31 mai 1991, pourvoi no 90-20.105, Bull. civ. 1991, no 4, p. 5.
12. ↑  Les homosexuels n'ont jamais été légalement interdits de servir dans l'armée
Albertini et Schydlowski 2013.
13. ↑  Décret no 2010-125 du 8 février 2010 portant modification de l'annexe figurant à l'article D. 322-1 du code de la sécurité sociale relative aux critères médicaux utilisés pour la définition de l'affection de longue durée « affections psychiatriques de longue durée ». Voir aussi Marion Joseph, « Le transsexualisme n'est plus une maladie mentale », Le Figaro,‎ 12 février 2010 (lire en ligne).
14. 1 2 3  Loi no 2016-1547 du 18 novembre 2016 de modernisation de la justice du XXIe siècle.
15. 1 2  « La transphobie en droit et en justice », sur livreshebdo.fr.
16. ↑  « LOI n° 2022-92 du 31 janvier 2022 interdisant les pratiques visant à modifier l'orientation sexuelle ou l'identité de genre d'une personne » , sur Légifrance, 1er février 2022 (consulté le 16 octobre 2024)
17. ↑  Christophe Martet, « Marisol Touraine met fin à l’interdiction du don du sang pour les gays… mais sous conditions », sur Yagg, 4 novembre 2015.
18. 1 2  Marisol Touraine, « Don du sang des homosexuels : “nous partageons le même combat !” », HuffPost,‎ 6 novembre 2015 (lire en ligne).
19. ↑  « Tout savoir sur les contre-indications »(Archive.org • Wikiwix • Archive.is • Google • Que faire ?), sur Établissement français du sang (consulté le 2 février 2019).
20. ↑  « Pour donner leur sang, les homosexuels devront être abstinents quatre mois », sur 20minutes.fr, 26 décembre 2019.
21. ↑  « La loi bioéthique met fin aux discriminations pour le don du sang », HuffPost,‎ 29 juin 2021 (lire en ligne).
22. ↑  « Loi du 2 août 2021 relative à la bioéthique », Vie-publique.fr,‎ 3 août 2021 (lire en ligne).
23. ↑  (en) Human Rights Watch et Immigration Equality (chapitre Appendix B: Countries Protecting Same-Sex Couples’ Immigration Rights), Family, Unvalued : Discrimination, Denial, and the Fate of Binational Same-Sex Couples under U.S. Law, Human Rights Watch, 2006 (ISBN 978-1-56432-336-1, lire en ligne).
24. ↑  Thierry Pastorello cite plusieurs recueils du droit coutumier au XVIIIe siècle faisant référence à la sodomie (Pastorello 2010) :
  - Muyart de Vouglans 1780
  - Jousse 1771
  - de Ferrière 1769
  - Guyot 1784-1785.
25. ↑  Didier Godard, « L'homosexualité à la cour de France », sur suite101.fr, 7 octobre 2007.
26. ↑  Xavier Héraud, « Une plaque en mémoire du dernier couple homosexuel exécuté à Paris va être inaugurée », Yagg,‎ 17 octobre 2014 (lire en ligne).
27. ↑  Le rapporteur de la loi, Louis-Michel Lepeletier de Saint-Fargeau, affirma que le Code pénal n’a mis hors la loi que les « vrais crimes », et non pas les « délits factices, créés par la superstition, la féodalité, la fiscalité et le despotisme ». Cf. Pastorello 2010.
28. ↑  Pastorello 2010.
29. ↑  Sibalis 2008.
30. ↑  Florence Tamagne, « Le « crime du Palace » : homosexualité, médias et politique dans la France des années 1930 », Revue d’histoire moderne & contemporaine, nos 53-4,‎ 2006 (DOI 10.3917/rhmc.534.0128).
31. ↑  Il faut attendre le 11 juin 1981 pour la dissolution du Groupe de Contrôle des Homosexuels à la Préfecture de police de Paris et la circulaire Defferre du 12 juin 1981 (note no 0011) pour limiter le fichage des homosexuels et le contrôle d’identité sur les lieux de drague. Le 21 décembre 1981, le directeur central de la sécurité publique, Clément Bouhin, rappelle aux polices urbaines que « les contrôles exercés dans le cadre de la loi pénale ne doivent présenter aucun caractère discriminatoire à l’encontre des homosexuels/les, notamment dans les lieux de rencontre privilégiés » (note de service no 4314).
32. ↑  « Loi Darlan », loi du 6 août 1942, no 744).
33. 1 2  Ordonnance no 45-1456 du 2 juillet 1945.
34. ↑  Florence Tamagne, « La déportation des homosexuels durant la Seconde Guerre mondiale », Revue d'éthique et de théologie morale, no 239,‎ février 2006, p. 77-104 (ISSN 1266-0078, lire en ligne)
35. ↑  Michael Sibalis, « Homophobia, Vichy France, and the "Crime of Homosexuality": The Origins of the Ordinance of 6 August 1942 », GLQ: A Journal of Lesbian and Gay Studies, vol. 8, no 3,‎ 2002, p. 301–318 (ISSN 1527-9375, lire en ligne, consulté le 19 juin 2024)
36. ↑  Jean-Luc Schwab, « La répression de l’homosexualité en France entre 1940 et 1945 », Témoigner. Entre histoire et mémoire. Revue pluridisciplinaire de la Fondation Auschwitz, no 125,‎ 1er octobre 2017, p. 95–107 (ISSN 2031-4183, DOI 10.4000/temoigner.6470, lire en ligne, consulté le 19 juin 2024)
37. ↑  Isabelle Ernot, « Mickaël Bertrand (dir.), La déportation pour motif d’homosexualité en France. Débats d’histoire et enjeux de mémoire, Dijon, Mémoire active, 2011, 176 p. », Genre & Histoire, vol. printemps 2011, no 8,‎ 22 novembre 2011 (DOI 10.4000/genrehistoire.1267, lire en ligne, consulté le 28 mai 2020).
38. 1 2 3 4  Romain Jaouen, « « Enfance dévoyée » ou « jeunesse débauchée » ? », Revue d’histoire de l’enfance « irrégulière ». Le Temps de l'histoire, no 20,‎ 15 novembre 2018, p. 125–150 (ISSN 1287-2431, DOI 10.4000/rhei.4353, lire en ligne, consulté le 19 juin 2024)
39. ↑  Article 331 de l’Ancien code pénal, sur Légifrance
40. ↑  Ordonnance no 45-190 du 8 février 1945.
41. ↑  Ordonnance no 45-190 du 8 février 1945.
42. ↑  Devenu alinéa 2 de l'l'article 331 par la loi no 80-1041 du 23 décembre 1980.
43. ↑  Julian T. Jackson, « Sur l’homosexualité en France au XXe siècle (entretien avec Hervé Baudry) », La Ligne d'ombre, no 2, 2007.
44. ↑  Loi no 74-631 du 5 juillet 1974.
45. ↑  Devenu alinéa 2 de l’article 331 par la loi no 80-1041 du 23 décembre 1980 « relative à la répression du viol et de certains attentats aux mœurs ».
46. ↑  [PDF] Séance du dimanche 20 décembre 1981, compte rendu intégral (Assemblée nationale).
47. ↑  « Dépénalisation de l'homosexualité : Robert Badinter, intervention à l'Assemblée Nationale le 20 décembre 1981 », sur culture-et-debats.over-blog.com.
48. 1 2  Loi no 82-683 du 4 août 1982, qui abolit l’alinéa 2 de l’article 331 du Code pénal.
49. ↑  L’ordonnance no 60-1245 du 25 novembre 1960 « relative à la lutte contre le proxénétisme ».
50. ↑  « M. Caillavet demande la suppression de textes discriminatoires à l'égard des homosexuels », Le Monde,‎ 7 mars 1978 (lire en ligne, consulté le 22 janvier 2022).
51. ↑  Loi no 80-1041 du 23 décembre 1980 « relative à la répression du viol et de certains attentats aux mœurs ».
52. ↑  Sénat, « Compte-rendu intégral des débats du 28 juin 1978 », p. 1850-1852.
53. ↑  « Proposition de loi tendant à abroger l’alinéa 2 de l’article 330, et l’alinéa 3 de l’article 331 du Code pénal »
54. ↑  Ariane Chemin, « Le procès des « backrooms » du club Le Manhattan, moment symbolique dans l’histoire des luttes homosexuelles », Le Monde,‎ 20 janvier 2022 (lire en ligne, consulté le 22 janvier 2022).
55. ↑  Ariane Chemin, « Avant 1982, les souvenirs des homosexuels embarqués dans le « panier à salade » », Le Monde,‎ 18 janvier 2022 (lire en ligne, consulté le 20 janvier 2022).
56. ↑  Florian Bardou, « Les condamnés pour homosexualité, une réalité exhumée », Libération,‎ 17 juillet 2018 (lire en ligne).
57. ↑  Ariane Chemin, « « Infliger des peines aux homosexuels, c’était ré-vol-tant » : en 1982, le plaidoyer de Robert Badinter pour la cause gay », Le Monde,‎ 21 janvier 2022 (lire en ligne, consulté le 22 janvier 2022).
58. ↑  La loi no 82-526 du 22 juin 1982 relative aux droits et obligations des locataires et des bailleurs substitue à l’obligation « de jouir des locaux en bon père de famille » celle d’en jouir « paisiblement ».
59. ↑  Article 16 de l'ordonnance no 59-244 du 4 février 1959 relative au statut général des fonctionnaires.
60. ↑  Loi no 83-634 du 13 juillet 1983 portant droits et obligations des fonctionnaires. Loi dite loi Le Pors.
61. ↑  Loi no 2004-1486 du 30 décembre 2004 : « Seront pénalisées de façon quasi identiques les provocations à la haine ou à la discrimination, l'injure ou la diffamation, concernant le racisme, l'homophobie, le sexisme, et l'handiphobie… Les associations de plus de 5 ans d'existence déclarée pourront se porter partie civile aux côtés des victimes. ».
62. ↑  Décret no 2005-284 du 25 mars 2005.
63. ↑  Article 225-1 du Code pénal.
64. ↑  Article 132-77 du Code pénal.
65. ↑  Loi no 2012-954 du 6 août 2012.
66. ↑  Pauline Dumonteil, « Le gouvernement lance une « brigade anti-discrimination » sur Facebook », sur BFM TV, 15 avril 2019.
67. ↑  Agence France-Presse, « Pour la première fois, un viol reconnu comme «lesbophobe» aux assises », Libération,‎ 28 mai 2021 (lire en ligne, consulté le 30 mai 2021).
68. ↑  « Proposition de loi interdisant les pratiques visant à modifier l’orientation sexuelle ou l’identité de genre d’une personne », sur Vie publique.fr.
69. ↑  « Étude d'impact du projet de loi ouvrant le mariage aux couples de même sexe », sur Légifrance, novembre 2012, p. 5-6.
70. ↑  Article L2141-2 du code de la santé publique.
71. ↑  « Adoption simple - Fiches d'orientation - décembre 2024 | Dalloz », sur www.dalloz.fr (consulté le 4 février 2025)
72. ↑  « Présidentielle 2012 : réponses de François Hollande au questionnaire de SOS homophobie »(Archive.org • Wikiwix • Archive.is • Google • Que faire ?), sur SOS homophobie, 26 mars 2012.
73. ↑  Bénédicte Mathieu, « PMA : Chronologie d'une mort annoncée », sur Yagg, 5 février 2014.
74. ↑  Julien Massillon, « PMA: Le Comité national d'éthique reporte son avis… à 2014 », Yagg,‎ 2 juillet 2013 (lire en ligne)
75. ↑  Mathieu Magnaudeix, « PMA: le comité d'éthique donnera son avis dans un an », sur Mediapart, 3 février 2014.
76. ↑  Catherine Mallaval et Johanna Luyssen, « Laurence Rossignol : «Tout le monde puise dans la culpabilité des femmes» », Libération,‎ 16 février 2016 (lire en ligne, consulté le 10 juin 2020)
77. ↑  Xavier Héraud, « PMA : Laurence Rossignol craint La Manif pour tous », Komitid,‎ 17 février 2016 (lire en ligne, consulté le 10 juin 2020)
78. ↑  Catherine Mallaval, « PMA pour toutes : balance ton report », Libération,‎ 28 décembre 2018 (lire en ligne, consulté le 10 juin 2020)
79. ↑  Agnès Leclair, « Le Conseil d'État ouvre la porte à la PMA pour toutes », Le Figaro,‎ 5 juillet 2018 (lire en ligne, consulté le 24 septembre 2023)
80. ↑  « Rapport des États généraux de la bioéthique 2018 », sur etatsgenerauxdelabioethique.fr, 2 juillet 2018.
81. ↑  « Avis n°129 : Contribution du Comité consultatif national d’éthique à la révision de la loi de bioéthique 2018-2019 »(Archive.org • Wikiwix • Archive.is • Google • Que faire ?), sur ccne-ethique.fr, 25 septembre 2018.
82. ↑  « Le gouvernement reporte l’examen du projet de loi sur la PMA à l’Assemblée », Le Monde,‎ 16 novembre 2018 (lire en ligne)
83. ↑  Carine Janin, « PMA. Le projet de loi bioéthique adopté en première lecture : et maintenant ? », Ouest France,‎ 15 octobre 2019 (lire en ligne)
84. ↑  Solène Cordier, « Le projet de loi de bioéthique et l’ouverture de la PMA adoptés de justesse au Sénat », Le Monde.fr,‎ 4 février 2020 (lire en ligne, consulté le 10 juin 2020)
85. ↑  « « Impossible » d’adopter la PMA pour toutes « avant l’été », selon Gilles Le Gendre », Le Monde.fr,‎ 21 mai 2020 (lire en ligne, consulté le 10 juin 2020)
86. ↑  « Loi bioéthique : l’Assemblée adopte le projet de loi en deuxième lecture », Le Monde.fr,‎ 1er août 2020 (lire en ligne, consulté le 3 août 2020)
87. ↑  « Le projet de loi bioéthique et la PMA pour toutes de retour au Sénat », sur Public Senat, 29 janvier 2021 (consulté le 31 janvier 2021).
88. ↑  Cléo Carastro, « PMA pour les hommes transgenres : le débat reste ouvert », sur Libération.fr, 23 septembre 2019 (consulté le 13 août 2020).
89. ↑  « La PMA pour les hommes transgenres ne figurera pas dans la loi de bioéthique », sur Franceinfo, 26 septembre 2019 (consulté le 13 août 2020).
90. ↑  « Refus de la PMA pour les hommes trans : la faute lourde du gouvernement », sur komitid.fr, 20 septembre 2019 (consulté le 13 août 2020).
91. 1 2  Rozenn Le Carboulec et Tal Madesta, « PMA pour les personnes trans : le grand flou », sur Mediapart (consulté le 6 novembre 2023)
92. ↑  Manon Beury, « En couple avec une femme trans, je suis exclue de la PMA «pour toutes» », sur Libération.fr, 4 août 2020 (consulté le 13 août 2020).
93. 1 2  « La loi de bioéthique, ouvrant le droit à la PMA pour toutes, a été promulguée », sur Franceinfo, 3 août 2021 (consulté le 4 août 2021).
94. ↑  David Perrotin, « Le Conseil constitutionnel valide l’exclusion des hommes trans de l’accès à la PMA », sur Mediapart (consulté le 9 septembre 2023).
95. ↑  « LOI n° 2017-86 du 27 janvier 2017 relative à l'égalité et à la citoyenneté (1) - Article 171 | Legifrance », sur legifrance.gouv.fr (consulté le 20 juillet 2019).
96. ↑  « Circulaire du 20 avril 2017 de présentation des dispositions de droit pénal ou de procédure pénale de la loi n° 2017-86 du 27 janvier 2017 relative à l'égalité et à la citoyenneté NOR : JUSD1712060C », sur justice.gouv.fr, 28 avril 2017.
97. ↑  MGuerrero, « Institution du sexisme et de l'identité de genre de la victime comme circonstance aggravante du crime ou délit », sur L'espace de Maât (consulté le 20 juillet 2019).
98. ↑  « Infractions prenant en compte le mobile LGBTphobe comme circonstance aggravante », sur SOS homophobie, 10 septembre 2016 (consulté le 20 juillet 2019).
99. ↑  Article 132-77 du Code pénal.
100. ↑  Cy Lecerf-Maulpoix, « Radical ? Le mouvement trans et intersexe veut juste qu'on l'écoute », Têtu,‎ 2 novembre 2017 (lire en ligne).
101. ↑  Catherine Mallaval, « Existrans, vingtième marche des trans et des intersexes », Libération,‎ 15 octobre 2016 (lire en ligne).
102. ↑  Article 61-5 du Code civil, sur Légifrance
103. ↑  Article 61-6 du Code civil, sur Légifrance
104. ↑  Karine Espineira, Maud-Yeuse Thomas et Arnaud Alessandrin, La Transyclopédie : tout savoir sur les transidentités, Des Ailes sur un tracteur, 2012, 338 p. (ISBN 978-1-291-10322-9 et 1-291-10322-8, OCLC 851921127).
105. ↑  Arnaud Alessandrin, Maud-Yeuse Thomas et Karine Espineira, « La SoFECT : du protectionnisme psychiatrique », dans Arnaud Alessandrin, Maud-Yeuse Thomas, Karine Espineira, Transidentités : Histoire d'une dépathologisation, coll. « Cahiers de la transidentité » (no 1), 2013 (ISBN 978-2-336-29293-9, présentation en ligne), p. 61-74.
106. ↑  Karine Espineira et Arnaud Alessandrin, Sociologie de la transphobie, Maison des Sciences de l'Homme d'Aquitaine, 2015, 180 p. (ISBN 978-2-85892-452-3, OCLC 936301373, BNF 44475176)..
107. ↑  « La transsexualité ne sera plus classée comme affectation psychiatrique », Le Monde,‎ 16 mai 2009 (lire en ligne).
108. ↑  « La transexualité ne sera plus une maladie mentale », Libération,‎ 16 mai 2009 (lire en ligne).
109. ↑  « Le transsexualisme n'est plus une maladie mentale : La France est le premier pays au monde à sortir le transsexualisme de la liste des affections psychiatriques », Libération,‎ 12 février 2010 (lire en ligne).
110. ↑  « JORF n°0034 du 10 février 2010 »(Archive.org • Wikiwix • Archive.is • Google • Que faire ?), sur legifrance.gouv.fr.
111. 1 2  « Lettre-réseau du Ministère de la santé intitulée «Réforme réglementaire de la prise en charge du transsexualisme dans le cadre de l'ALD 31», et notes de Tom Reucher », sur syndromedebenjamin.free.fr, février 2010.
112. ↑  Éric Favereau, « Trans en France, mauvais genre », Libération,‎ 12 février 2010 (lire en ligne).
113. 1 2  Hayet Zeggar et Muriel Dahan, « Évaluation des conditions de prise en charge médicale et sociale des personnes trans et du transsexualisme », sur La Documentation française, IGAS, décembre 2011.
114. ↑  « La France est très en retard dans la prise en charge des transsexuels », Libération,‎ 17 mai 2011 (lire en ligne).
115. ↑  Alain Giami, « Caractéristiques sociodémographiques, identifications de genre, parcours de transition médicopsychologiques et VIH/sida dans la population trans – Premiers résultats d’une enquête menée en France en 2010 », Bulletin épidémiologique hebdomadaire,‎ 22 novembre 2011 (lire en ligne).
116. ↑  Cass. 1re civ., 4 mai 2017, pourvoi no 16-17.189, Bull. civ. 2017
117. ↑  Caldini 2017.
118. ↑  Catherine Mallaval, « La Cour de cassation refuse la mention "sexe neutre" pour un intersexe », sur Libération, 4 mai 2017.
119. ↑  « Pour l’arrêt des mutilations des enfants intersexes », Libération,‎ 10 septembre 2018 (lire en ligne).
120. ↑  « Stop aux mutilations des personnes intersexuées », Libération,‎ 31 mai 2016 (lire en ligne).
121. ↑  Circulaire DGS/3B no 569 du 20 juin 1983 relative à la prévention de l'éventuelle transmission du syndrome immuno-déficitaire acquis (sida) par la transfusion sanguine.
122. 1 2  « La justice européenne contre l'exclusion des homosexuels du don du sang », sur Le Huffington Post, 17 juillet 2014 (consulté le 5 septembre 2020).
123. ↑  « Directive 2004/33/CE de la Commission du 22 mars 2004 portant application de la directive 2002/98/CE du Parlement européen et du Conseil concernant certaines exigences techniques relatives au sang et aux composants sanguins », sur eur-lex.europa.eu.
124. ↑  « Arrêté du 12 janvier 2009 fixant les critères de sélection des donneurs de sang », sur legifrance.gouv.fr.
125. ↑  Institut de veille sanitaire, « Incidence de l'infection par le VIH », 10 juin 2013.
126. ↑  Cour de justice de l'Union européenne, « Conclusions de l'avocat général dans l'affaire C-528/13 Geoffrey Léger/Ministre des affaires sociales et de la santé et Établissement français du sang », 17 juillet 2014.
127. ↑  Institut de veille sanitaire, « La surveillance épidémiologique des donneurs de sang : VIH, VHC, VHB, HTLV, syphilis », 28 novembre 2013.
128. ↑  Marc Rüegger, « La discrimination statistique entre pertinence et arbitraire », Revue de philosophie économique, vol. 8, no 1,‎ 2007, p. 73-94 (lire en ligne)
129. ↑  Maxime Parodi, « De la discrimination statistique à la discrimination positive : Remarques sur l'inférence probabiliste », Revue de l'OFCE, vol. 112, no 1,‎ 2010, p. 63 (lire en ligne)
130. ↑  « No 123 : Questionnement éthique et observations concernant la contre-indication permanente du don de sang pour tout homme déclarant avoir eu une ou des relation(s) sexuelle(s) avec un ou plusieurs homme(s) », sur ccne, 31 mars 2015.
131. ↑  Yohan Blavignat, « Le Comité d’éthique ne préconise pas d’ouvrir le don du sang aux homosexuels », Le Monde,‎ 31 mars 2015 (lire en ligne).
132. ↑  « «Les homosexuels pourront donner leur sang, c'est un symbole fort» », Libération,‎ 4 avril 2015 (lire en ligne).
133. ↑  « Loi n° 2016-41 du 26 janvier 2016 de modernisation de notre système de santé », sur legifrance.gouv.fr.
134. 1 2  Julia Pascual, Laetitia Clavreul et François Béguin, « Marisol Touraine : « Le don du sang sera ouvert aux homosexuels » », Le Monde,‎ 4 novembre 2015 (lire en ligne).
135. ↑  « Arrêté du 5 avril 2016 fixant les critères de sélection des donneurs de sang », sur legifrance.gouv.fr.
136. ↑  « Ouverture progressive du don de sang aux homosexuels à partir de 2016 », Le Monde,‎ 4 novembre 2015 (lire en ligne).
137. ↑  Marine Le Breton, « Les homosexuels pourront faire un don du sang (s'ils n'ont pas eu de relation sexuelle au cours des derniers mois) », HuffPost,‎ 4 novembre 2015 (lire en ligne).
138. ↑  « L'Inter-LGBT appelle à aller plus loin dans l'ouverture du don du sang », sur TÊTU, 30 avril 2020 (consulté le 10 juin 2020).
139. ↑  « Arrêté du 17 décembre 2019 fixant les critères de sélection des donneurs de sang », sur legifrance.gouv.fr.
140. ↑  « Don du sang : la fin de la distinction entre gay et hétéro promise pour 2022 », sur TÊTU, 10 juin 2021 (consulté le 23 juin 2021).
141. ↑  « Don du sang : les députés votent la fin de la discrimination envers les homosexuels », sur msn.com (consulté le 23 juin 2021).
142. ↑  « Les homosexuels autorisés à donner leur sang, sans période d'abstinence, à partir du 16 mars 2022 », sur service-public.fr (consulté le 22 janvier 2022).
143. 1 2 3 4 5 6  Jackson 2011, p. 23.
144. 1 2 3 4 5  Jackson 2011, p. 22.
145. ↑  Michael Sibalis, « L’arrivée de la libération gay en France. Le Front Homosexuel d’Action Révolutionnaire (FHAR) », Genre, sexualité & société,‎ 1er juin 2010 (DOI 10.4000/gss.1428).